# Sei sindaci dei drappieri di Amsterdam
Sei sindaci dei drappieri di Amsterdam noto anche semplicemente come I sindaci dei drappieri (De Staalmeesters) è un dipinto a olio su tela (191,5x279 cm) realizzato nel 1662 dal pittore Rembrandt Harmenszoon Van Rijn.
È conservato nel Rijksmuseum di Amsterdam.
L'opera è firmata e datata "REMBRANDT F. 1662" (sul tappeto che ricopre il tavolo); firma apocrifa "REMBRANDT F. 1661" (sulla parete in alto a destra).
Gli uomini ritratti sono tutti membri della gilda dei drappieri di Amsterdam. I loro nomi sono: Jacob van Loon (1595-1674), Volckert Janszoon (1605-1681), Willem van Doeyenburg (1616-1687), Jochem de Neve (1629-1681) ed Aernout van der Meye (1625-1681). La figura in piedi è invece Frans Hendrickszoon Bel (1629-1701), il manutentore dell'edificio che ospitava la gilda.